# Élan
Élan era una comuna francesa situada en el departamento de Ardenas, de la región del Gran Este, que el 1 de enero de 2019 pasó a ser una comuna delegada de la comuna nueva de Flize.

## Demografía
| 106 | 86 | 86 | 74 | 79 | 77 | 80 | 74 |
| Para los censos de 1962 a 1999 la población legal corresponde a la población sin duplicidades (Fuente: INSEE [Consultar]) |    |    |    |    |    |    |    |